# 蔣臣
蔣臣（?—?），字一介，又字一个。初名姬胤，字子卿。號諶菴，安徽桐城人。
明末秀才，与元来有交往，崇禎十六年六月举贤良至北京。戶部尚書倪元璐向他請教，蔣臣提出行鈔建議。荐为户部司务，又升为户部主事。著有《桐變日錄》。生平见《御选明诗·姓名爵里七》，《江南通志》卷一三五。